# Montjean (Charente)
Montjean település Franciaországban, Charente megyében. Lakosainak száma 251 fő (2022. január 1.). Montjean La Forêt-de-Tessé, Londigny, La Magdeleine, Saint-Martin-du-Clocher, Villiers-le-Roux, Lorigné és Sauzé-entre-Bois községekkel határos.

## Népesség
A település népessége az elmúlt években az alábbi módon változott:
| Lakosok száma | 322  | 291  | 272  | 266  | 247  | 237  | 236  | 242  | 244  | 251  |
|               | 1968 | 1982 | 1990 | 2006 | 2013 | 2015 | 2017 | 2019 | 2020 | 2022 |